# 16. december
16. december er dag 350 i året i den gregorianske kalender (dag 351 i skudår). Der er 15 dage tilbage af året.
Dagens navn er Lazarus.

### Begivenheder
Født - Dødsfald
- 1431 - Henrik 6. af England krones til konge af Frankrig i Notre Dame i Paris.
- 1620 - De første engelske nybyggere fra skibet Mayflower går i land i Nordamerika.
- 1653 - Oliver Cromwell bliver 'Lord protector of England' (rigsforstander), efter at Karl 1. er henrettet.
- 1740 - Preusserne under ledelse af Frederik den Store invaderer Schlesien og starter den Østrigske Arvefølgekrig.
- 1773  - Teselskabet i Boston: Amerikanere forklædt som indianere kaster teladningen fra et britisk skib i Boston havn i vandet som en protest over Teloven.
- 1809 - Ægteskabet mellem Napoleon Bonaparte og Josephine opløses efter 13 år.
- 1838 - Boerne slår zuluhæren ved Blood River i Natal.
- 1864 - I slaget ved Nashville, et af den amerikanske borgerkrigs mest blodige, gør nordstatsgeneralen Thimas ende på sydstaternes magt vest for Alleghany bjergene.
- 1883 - Tyskeren Gottlieb Daimler tager patent på petroleumsmotor med glødetænding til anvendelse i motordrevne køretøjer.
- 1883 - Den første organiserede fodboldkamp i Danmark finder sted på Rosenborg eksercerplads.
- 1899 - Foboldklubben AC Milan stiftes.
- 1916 - En gruppe officerer myrder den russiske munk Rasputin pga. af hans store indflydelse på den russiske tsar-familie.
- 1944 - 2. verdenskrig: Slaget om Ardennerne.
- 1971 - Pakistans hær i Østpakistan kapitulerer i Bangladeshkrigen, og Østpakistan kan løsrive sig under navnet Bangladesh
- 1979 - Jul i Gammelby bliver vist første gang.
- 1988 - Christer Pettersson bliver fængslet og sigtet for mordet på Olof Palme men i 1989 bliver han frifundet på grund af manglende bevis.
- 1998 - Operation Desert Fox: USA og Storbritannien bomber udvalgte mål i Irak.
- 2003 - Nordsømuseet i Hirtshals nedbrænder. Mange af museets dyr reddes. Dog står puplikumsmagneten klumpfisken "klumpe" ikke til at redde.
- 2006 - En uanmeldt demonstration på Nørrebro til fordel for Ungdomshuset udvikler sig til voldsomme konfrontationer med politiet, der anholder 273. Demonstranterne kaster med sten og maling, smadrer butiksruder og tænder bål i gaderne.
- 2008 - Et voldsomt jordskælv bliver målt til 4,3 på richterskalaen i Sydskandinavien

### Født
- 1485 - Katharina af Aragonien, engelsk dronning til Henrik 8. af England (død 1536).
- 1622 - Cort Sivertsen Adeler, norsk/dansk generaladmiral (død 1675).
- 1742 - Gebhard Leberecht Blücher, prøjsisk feltmarskal (død 1819).
- 1770 - Ludwig van Beethoven, tysk komponist (død 1827).
- 1775 - Jane Austen, engelsk forfatter (død 1817).
- 1854 - Andreas Schack Steenberg, dansk bibliotekspioner (død 1929).
- 1857 - Fritz Koch, dansk arkitekt (død 1905).
- 1882 - Zoltán Kodály, ungarsk komponist (død 1967).
- 1886 - Ingeborg Pehrson, dansk skuespiller (død 1950).
- 1899 - Noël Coward, skuespiller og forfatter (død 1973).
- 1905 - Piet Hein, dansk forfatter, digter, matematiker, arkitekt mm. (død 1996).
- 1906 - Barbara Kent, canadisk skuespillerinde (død 2011).
- 1910 - Egill Jacobsen, dansk billedkunstner (død 1998).
- 1917 - Arthur C. Clarke, britisk forfatter (død 2008).
- 1919 - Annelise Reenberg, dansk filminstruktør (død 1994).
- 1924 - Karl Heinz Oppel, tysk skuespiller (død 2016).
- 1928 - Philip K. Dick, amerikansk skuespiller (død 1982).
- 1938 - Liv Ullmann, norsk skuespillerinde.
- 1942 - Holger Laumann, dansk musiker, komponist og pædagog (død 2007).
- 1946 - Benny Andersson, svensk musiker og komponist.
- 1946 - Mogens Lindhardt, dansk præst og rektor.
- 1948 - Leif Printzlau, dansk fodboldspiller.
- 1955 - Xander Berkeley, amerikansk skuespiller.
- 1964 - Jette Torp, dansk sanger og entertainer.
- 1965 - J.B. Smoove, amerikansk skuespiller.
- 1979 - Daniel Narcisse, fransk håndboldspiller.
- 1977 - René Redzepi, dansk/albansk køkkenchef og medejer i restauranten Noma Aps 2003
- 1988 - Anna Popplewell, engelsk skuespillerinde.
- 1989 - Mikkel Bødker, dansk ishockeyspiller.
- 1997 - Martine Ølbye Hjejle, dansk skuespillerinde.
- 1997 - Zara Larsson, svensk sangerinde.
- 1999 - The Dolan Twins, amerikanske youtubere.

### Dødsfald
- 1609 - Arild Huitfeldt, dansk historiker og rigskansler (født 1546).
- 1816 - Vincenzo Galeotti, italiensk/dansk solodanser og balletmester (født 1733).
- 1859 - Wilhelm Grimm, tysk folkorist og forfatter (født 1786).
- 1866 - Christian Albrecht Bluhme, dansk jurist, politiker og minister (født 1794).
- 1872 - Frederik Christian Sibbern, dansk filosof (født 1785).
- 1916 - Rasputin, russisk munk (født 1869).
- 1921 - Camille Saint-Saëns, fransk komponist (født 1835).
- 1964 - Johannes Fønss, dansk operasanger (født 1884).
- 1965 - Somerset Maugham, engelsk forfatter (født 1874).
- 1969 - Leo Mathisen, dansk jazzpianist og -sanger (født 1906).
- 1988 - Poul Thomsen, dansk skuespiller (født 1922).
- 2001 - Villy Sørensen, dansk filosof og forfatter (født 1929).

|  | Denne datoartikel kan blive bedre, hvis der indsættes et (bedre) billede Du kan hjælpe ved at afsøge Wikimedia Commons for et passende billede eller uploade et godt billede til Wikimedia Commons iht. de tilladte licenser og indsætte det i artiklen. |